# كأس أيرلندا الشمالية 2009–10
كأس أيرلندا الشمالية 2009–10 (بالإنجليزية: 2009–10 Irish Cup)‏ هو موسم من كأس أيرلندا. أشرف على تنظيمه الاتحاد الأيرلندي لكرة القدم، وكان عدد الأندية المشاركة فيه 105، وفاز فيه نادي لينفيلد.

## النهائي
| نادي لينفيلد               | 2 – 1  | بورتاداون   |
| -------------------------- | ------ | ----------- |
| بيتر تومسون 2' · Lowry 10' | Report | Braniff 13' |